# Mesochorus tachinidaeus
Mesochorus tachinidaeus là một loài tò vò trong họ Ichneumonidae.